# セックスは森を救う会

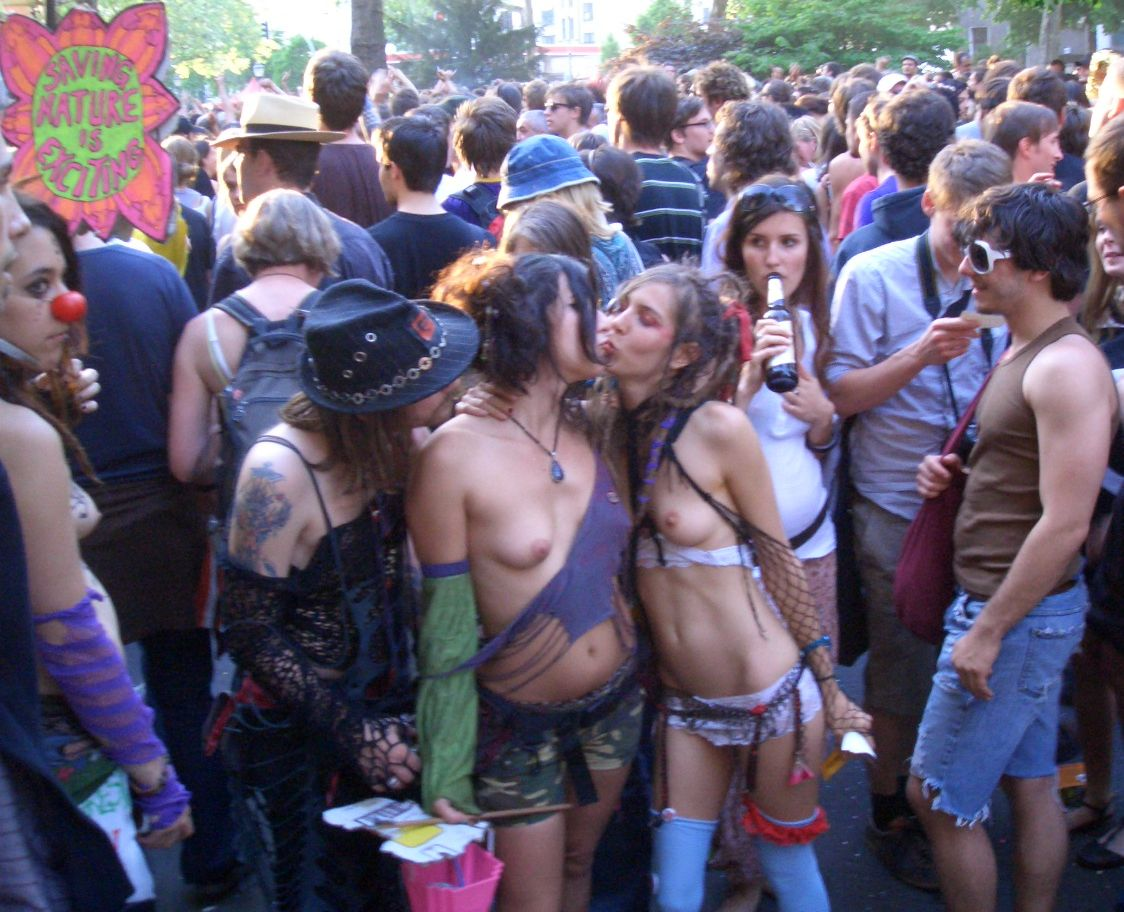
ベルリン文化カーニバルで（2008年5月）

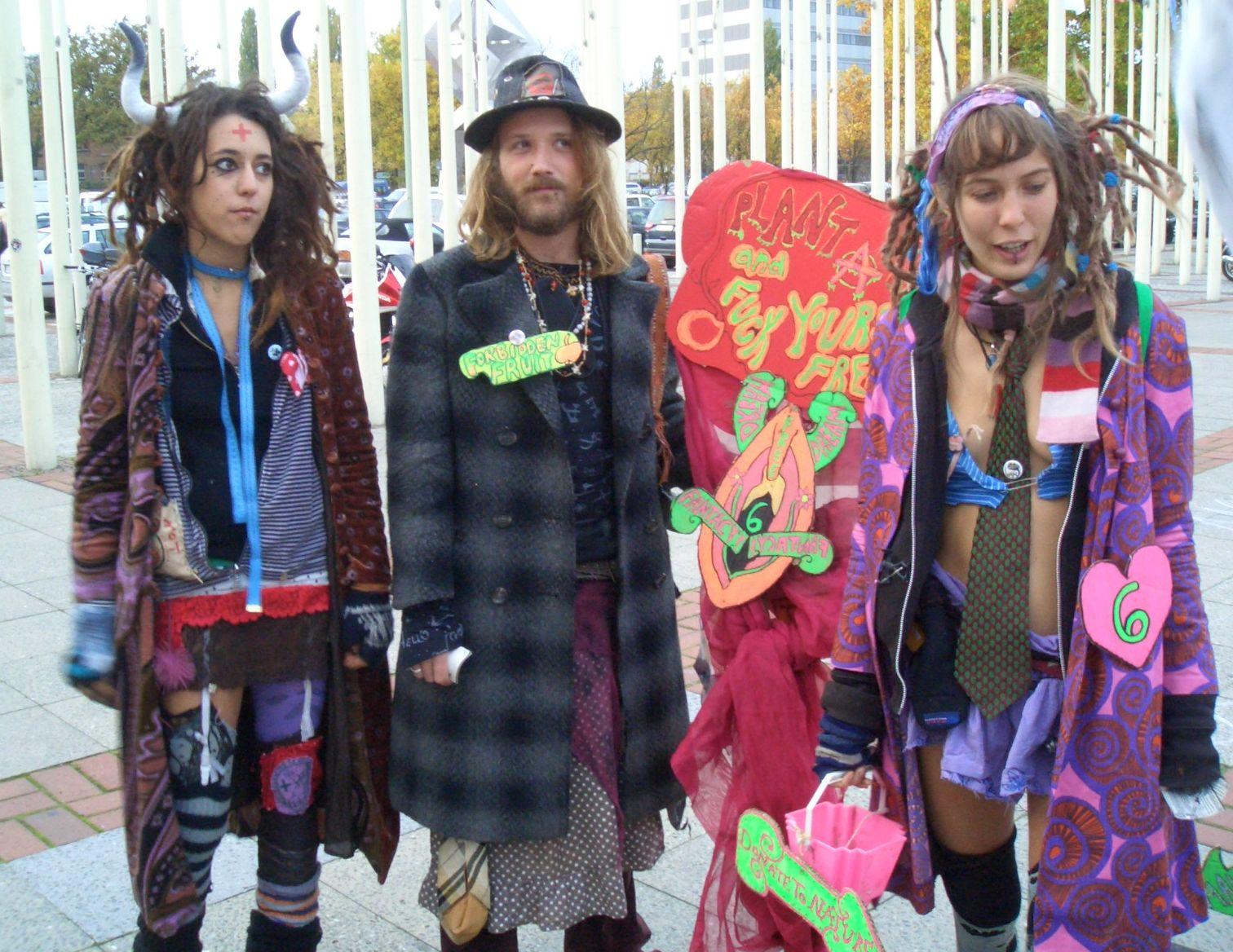
トミー・ホル・エリングセン（中央）とレオーナ・ヨハンソン（右）

セックスは森を救う会（セックスはもりをすくうかい、英: Fuck for forest、FFF）は、2003年にレオーナ・ヨハンソンとトミー・ホル・エリングセンによってノルウェーで結成された非営利の環境団体。世界の熱帯雨林を救うためにポルノを製作するか、公共の場でセックスすることによって資金を調達する。グループは最初の6ヶ月間、ノルウェー政府から資金提供を受け取った。世界初のエコポルノ団体である。

## 歴史
最初の年（2003年）に、熱帯雨林保護のために団体の運営するポルノサイトで有料会員を募り、10万ドル以上の純利益を計上した。しかし、正当な手段でなく、利益を分配することは困難だった。ノルウェーとオランダのWWFは、FFFから寄付を受け取ることを拒否したため、セックスは森を救う会は直接アマゾン熱帯雨林でコスタリカの先住民と活動する計画に取り組んでいる。

## 論争
ノルウェーの歌手クリストファー・シャウとそのバンド「The Cumshots」が出演したロックフェスティバル・クォート・フェスティバルで、メンバーのうちの2人が熱帯雨林での人間活動の影響についての短いスピーチの後に、ステージ上で性交をしたことにより、グループは悪名を高めた。クリスチャンサンの法廷によって命じられた罰金刑から逃れるため、団体は本部をドイツのベルリンに移した。